# Endasys bicolorescens
Endasys bicolorescens är en stekelart som beskrevs av Luhman 1990. Endasys bicolorescens ingår i släktet Endasys och familjen brokparasitsteklar. Inga underarter finns listade i Catalogue of Life.